# Папарроду, Иоаннис
Иоа́ннис Папарро́ду (греч. Ιωάννης Παπαρρόδου, Ипати, 1904 — Диспилио, Западная Македония, 15 апреля 1941) — артиллерийский офицер греческой армии Второй мировой войны, почитаемый сегодня в греческой артиллерии, как пример верности военной присяге.

## Военная карьера и спорт
Иоаннис Папарроду родился в 1904 году в городке Ипати Средней Греции (по другим данным в близлежащем городе Ламия), в семье героя Балканских войн, полковника Константина Папарроду. 
Поступил в Военное училище эвэлпидов, которое закончил 29 сентября 1923 года, в звании младшего лейтенанта артиллерии. 
В 1930 году был переведен в Географическую службу армии. 
Папарроду был спортивной натурой — он был легкоатлетом, стрелком и охотником, мотоциклистом, альпинистом, лыжником. 
В 1935 году стал чемпионом Греции в лыжных гонках. 
Он также стал инициатором создания Альпинистского общества Греции и стал заместителем президента общества.

## Война

### Бои против итальянской армии

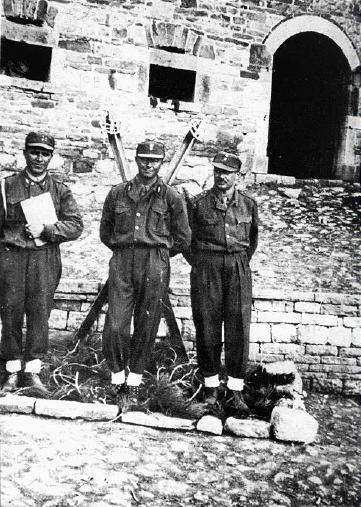
Майор Папарроду (в центре), в Мосхополисе в начале 1941 года.

С началом греко-итальянской войны (1940—1941), Папарроду возглавил дивизион артиллерии VIIΙ дивизии. Принял участие в победном для греческого оружия сражении на Пинде, после чего участвовал в боях за заснеженные высоты 699 и Бурато.
В бою за высоту Бурато, 4 декабря 1940 года, в день когда греческие артиллеристы чтут свою покровительницу Св. Варвару, артиллеристы Папарродоса, на руках подняли свои орудия на вершину и открыли огонь, откуда итальянцы не ожидали огня даже из автоматов.
Греческая армия отразила нападение итальянцев и перенесла военные действия на территорию Албании. Результатом боёв в заснеженных албанских горах стала идея греческого генштаба создать первый в греческой армии лыжный батальон. В декабре 1940 года, со всей Греции и из действующей армии, в городке Мецово, Западная Македония были собраны немногочисленные спортсмены греческих лыжных спортивных клубов. Примечательно, что они прибывали со своими лыжами, поскольку армия ими не располагала. Майор Папарроду, будучи чемпионом Греции в лыжном спорте, был назначен командиром батальона, его адъютантом стал Георгиос Димитриадис, чемпион Греции в слаломе. Батальон был задействован в основном в разведывательно-диверсионных операциях.
Жизнь батальона была непродолжительной. С приближением весны было принято решение о его расформировании. Батальон был расформирован 5 апреля 1941 года, за день до немецкого вторжения в Грецию.
В тот же день Папарроду принял командование ΧΧΙ дивизионом горной артиллерии, в районе албанского города Поградец.

### Бои против немецкой армии
Неудачное Итальянское весеннее наступление, и вырисовывавшаяся опасность занятия греческой армией порта Авлона, вынудили Гитлеровскую Германию вмешаться. Немецкое вторжение, из союзной немцам Болгарии, началось 6 апреля 1941 года. Немцы не смогли сходу прорвать линию греческой обороны на греко-болгарской границе, но прошли к македонской столице, городу Фессалоники, через территорию Югославии и вышли в тыл греческой армии, сражавшейся в Албании. 
С началом немецкого вторжения и полного разложения югославской армии, был дан приказ создать линию обороны от озера Преспа до города Аминдео. 
Посланный в марте в Грецию для оказания помощи на случай немецкого вторжения и занявший вторую линию обороны, британский корпус только вступил в контакт с немецкими частями. 
Heinz Richter, в книге «Итало-германское нападение на Грецию», пишет, что генерал Уилсон, Генри Мейтленд приказал 9 апреля отход свой сил, оправдываясь тем что: «…(греческая) Кавалерийская дивизия расположилась на огромной площади и между ней и греческими силами в Албании располагались только патрули». 
В ночь 12/13 союзники начали свой отход. В «Истории Греко-итальянской и Греко-германской войн», изданной греческим генштабом пишется, что приказ Уилсона начать отход был поспешным, поскольку корпус ANZAC ещё не вошёл в серьёзный контакт с немцами, в то время как греческие силы сохраняли свои позиции. С другой стороны благодаря этому шагу Уилсону удалось спасти бо́льшую часть своего корпуса. 
21-й дивизион горной артиллерии Папарроду получил приказ занять позиции на высотах юго-восточнее городка Маниаки западномакедонского нома Кастория, около Диспилио. 
Город Флорина был занят 10 апреля, вышедшей к нему из соседнего югославского Битола, 1-й дивизией СС «Адольф Гитлер», но её попытка в тот же день прорвать оборону кавалеристов дивизии генерала Г. Станотаса не удалась. 
11 апреля 73-я мотострелковая немецкая дивизия выдвинулась к западу, но была остановлена огнём спешившихся кавалеристов и артиллерии. Не имея возможности использовать танки, немцы отошли, преследуемые кавалеристами Станотаса. Heinz Richter пишет: «…Авангард элитной дивизии SS Адольф Гитлер попытался наступать через горный проход Писодери, но был отбит частями греческой Кавалерийской дивизии..» ". .
В ночь 11/12 апреля генштаб приказал отход греческих сил из Албании. Кавалерийской дивизии было приказано удерживать позиции, чтобы дать возможность отойти ΧΙΙΙ, ΙΧ и Χ дивизии. 
Станотас приказал своему 1-у полку наступать и взять под контроль дорогу Флорина -Писодери. 
Немецкая сторона признаёт успехи греческих кавалеристов: «12 апреля был самым решительным днём операции… Греческая Кавалерийская дивизия, которая защищала линию от Преспы до Клисуры, оборонялась с таким упорством, что проход в Писодери пал только 14 апреля…». 
Дивизион Папарроду оборонялся на южном фланге кавалеристов. 
14 апреля частям дивизии SS удалось сломить сопротивление ΧΧ пехотной дивизии и занять перевал Клисура. 
В ночь с 14 на 15 апреля 1-й дивизия СС «Адольф Гитлер» заняла село Керпени, откуда предприняла наступление по дороге Клисура-Коррисос. Наступление было отбито, немцы понесли потери в живой силе и 25 танков и автомашин подбитых огнём греческой артиллерии. 
Немцы усилили свою артиллерию, перебросив 40 орудий, но не сумели подавить огонь греческой артиллерии, в силу чего была отражена и их вторая атака.

## Смерть Папарроду
Дивизион Папарроду сражался непрерывно 48 часов. 15 апреля для нейтрализации греческой обороны на участке южнее озера Кастории, вермахт задействовал до 40 штурмовых самолётов. 
При их поддержке немцы предприняли новую атаку. 
После смерти командира кавалерийского эскадрона К. Хадзилиадиса, его кавалеристы отступили, но брешь была закрыта солдатами 4-го пулемётного батальона. В продолжавшемся бою, дивизион Папарроду исчерпал все свои боеприпасы и большинство орудий были разбиты. Перед угрозой окружения, майор Папарроду дал приказ своим артиллеристам отходить, но сам остался на позиции, ведя огонь из пулемёта. Когда кончился боекомплект пулемёта, Папарроду не сдался в плен, отстреливаясь из своего пистолета, и немцы были вынуждены застрелить его «на лафете орудия». 
По свидетельству греческих пленных, немцы с уважением отнеслись к телу павшего офицера противника.

## Память
Майору Иоаннису Папарроду было посмертно присвоено звание подполковника. 
Бюсты Папарроду установлены на месте его смерти в Диспилио Кастории, на его родине в Ипати и у здания Географической службы армии в Афинах. 
Его именем назван лагерь зимней подготовки греческого спецназа на южном склоне Олимпа, где также установлен памятник майору Папарроду. 
Сегодняшние курсанты Военного училища эвэлпидов в Афинах, формируют два боевых батальона. Первый именуется батальон «Майора пехоты Иоанниса Велиссариу, в честь одного из самых известных героев Балканских войн, Второй именуется батальон «Майора артиллерии Иоанниса Папарроду. 